# ボッソラスコ
ボッソラスコ（伊: Bossolasco）は、イタリア共和国ピエモンテ州クーネオ県にある、人口約600人の基礎自治体（コムーネ）。

## 地理

### 位置・広がり

#### 隣接コムーネ
隣接するコムーネは以下の通り。
- ボンヴィチーノ
- チッソーネ
- ドリアーニ
- フェイゾーリオ
- ムラッツァーノ
- ニエッラ・ベルボ
- サン・ベネデット・ベルボ
- セッラヴァッレ・ランゲ
- ソマーノ